# یونایتد ایرکرفت کورپوریشن
یونایتد ایرکرفت کورپوریشن (به روسی: Объединённая Авиастроительная Корпорация) (مخفف انگلیسی: UAC) شرکت صنایع هوافضایی و صنایع جنگ‌افزاری روسی است، که در زمینه طراحی، توسعهٔ فناوری و تولید هواپیماهای جت مسافربری، هواپیماهای ترابری و هواگردهای نظامی فعالیت می‌نماید.
شرکت یونایتد ایرکرفت در ماه فوریه ۲۰۰۶ توسط ولادیمیر پوتین تأسیس شد و اکنون مالک شرکت‌های ایلیوشین، توپولف، سوخو، میگ، یاکوولف، ایرکوت، میاسیشف و برییف  می‌باشد.
دفتر مرکزی این شرکت در شهر مسکو قرار دارد و سهام آن در بازار بورس مسکو معامله می‌شود. از تولیدات کنونی یونایتد ایرکرفت می‌توان به: میگ-۳۵، سوخو-۳۵، ایلیوشین ایل-۷۶، توپولف تو-۲۰۴، ایلیوشین ایل-۹۶، سوخو سوپرجت ۱۰۰، یاکوولف ام‌اس-۲۱ و یاکوولف یاک-۱۳۰ اشاره نمود.